# Amblyeleotris diagonalis
Amblyeleotris diagonalis és una espècie de peix de la família dels gòbids i de l'ordre dels perciformes.

## Morfologia
Els mascles poden assolir els 11 cm de longitud total.

## Distribució geogràfica
Es troba a Kenya, Madagascar, Mar Roig, Golf Pèrsic, Sri Lanka, Mar d'Andaman, Guadalcanal (Salomó), Flores (Indonèsia) i la Gran Barrera de Corall.